# Bandajou
 Bandajou  ist ein Ort auf der Insel Anjouan im Inselstaat Komoren im Indischen Ozean. 1991 hat man 1816 Einwohner gezählt.

## Geographie
Bandajou liegt an der Nordküste des West-Ausläufers der Insel an der Verbindungsstraße und in der Nähe des Pointe de Bouékouni. Das Tal Bouékouni bildet eine wichtige Landmarke und die nächstgelegenen Ortschaften sind Sima (W) und Fombani (Afombany).